# Wok

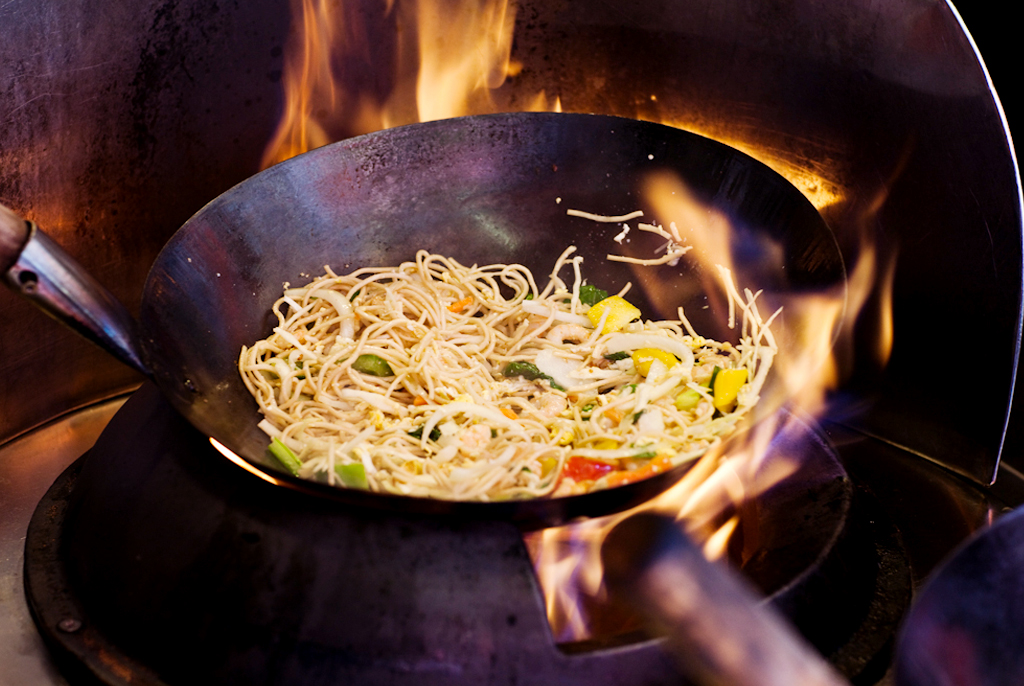
Cocinando en un wok al estilo stir frying.

El wok (en chino, 镬; pinyin, guō; literalmente, ‘Olla’; en cantonés, wok) y carajay en el español filipino, es un tipo de sartén empleada en el Extremo Oriente y el Sudeste Asiático. 
El carácter chino 鑊 es idéntico a 鍋  honk de acuerdo con las investigaciones lingüísticas realizadas. Se trata de una especie de sartén redonda y es característica por ser abombada en el fondo; el tamaño medio suele ser de 30 cm o más de diámetro. Suele estar hecha de acero, hierro fundido e incluso se encuentran ejemplares de aluminio.

## Historia
No está claro el origen del wok. Se cree que tiene origen en China, India o el Sudeste asiático, ya que este tipo de sartén y forma de cocinar en ellas es muy común en dichos lugares.

## Usos
Esta sartén se emplea para saltear los alimentos mediante un movimiento constante denominado en la gastronomía china (cantonesa) como "wok hei", para de esta forma los alimentos mantienen su sabor y su olor intactos. Aparte de saltear alimentos, el wok puede ser usado también para freír o cocinar al vapor colocando encima una cesta vaporizadora de bambú (o mushiki).

## Empleo
- El wok debe ser usado muy caliente y con una llama alta.
- Es necesario precalentarlo durante un minuto.
- Para saltear se utiliza un mínimo de aceite.
- Una vez que se agregan los ingredientes es necesario revolver constantemente (stir frying).
- Una vez usado el wok se lava sólo con agua caliente y una brocha de bambú.
- Para guardarlo se debe secar y proteger con una capa de aceite para evitar la oxidación.
- La primera vez que se usa un wok nuevo es necesario "curarlo", para crear una capa protectora. El "curado" se hace poniendo el wok con aceite al fuego para que se queme y adhiera a su superficie.

## Ventajas
La principal ventaja del wok, aparte de los materiales que se emplee en su construcción, es la parte cóncava existente en su interior. Esta forma proporciona una pequeña región de calor intenso en el fondo del wok con una cantidad relativamente pequeña de combustible. La forma permite, además, remover los alimentos en diferentes partes de la sartén sin que exista peligro de que se vuelque o se desborde. Las paredes curvadas proporcionan la posibilidad de que ningún alimento quede pegado en su superficie, y, si lo hace, la temperatura es bastante inferior a la del fondo y, por lo tanto, no se quemará (dando lugar a un cambio de sabores).